# 제임스 워디
제임스 애거 워디(James Ager Worthy, 1961년 2월 27일 ~ )는 은퇴한 미국의 농구 선수이며, 대학 선수와 NBA 선수로서 명예 전당에 입성되었다. NBA 위대한 50인 선수 중의 하나로 "빅 게임 제임스(Big Game James)"란 별명으로 알려진 그는 3회의 올스타와 3회의 우승의 업적을 남겼다.

## 어린 시절
노스캐롤라이나주 가스토니아에서 출생하여 애시브룩 고등학교에서 농구를 시작하였다. 올아메리칸 고등학교 선수로서 주립 선수권 대회에서 패한 팀의 득점 21.5 포인트, 리바운드 12.5를 평균하였다. 고등학교 졸업 후, 워디는 노스캐롤라이나 대학교에 입학하여 빠르게 뛰어난 선수가 되었지만 발목이 부러져 자신의 신입생 해가 짧아지고 말았다. 2학년생으로서 그는 앨 우드와 샘 퍼킨스와 함께 활약한 1981년 준우승팀의 중요한 단원이었다.
연소의 파워 포워드로서 워디는 샘 퍼킨스와 당시 신입생 마이클 조던이 나온 타힐 NCAA 팀의 최다득점자(한 경기에 15.6 포인트)였다. 올아메리칸 퍼스팀의 여론에 의하면, 워디는 버지니아 캐벌리어의 랠프 샘슨과 함께 올해의 대학 선수 명예를 나누었다.

## NBA 경력
1982년 NBA 신인 선수 선택 제도에서 로스앤젤레스 레이커스에 발탁되었다.
워디는 즉시 신인 선수로서 영향력을 만들어 한 경기에 득점 13.4 포인트를 평균하였고 레이커스의 루키 디록 .579 필드 골의 퍼센트를 쏘았다. 또한 1983년 올루키 퍼스트팀에 임명되었다. 워디는 자신의 속도와 함께 언저리 위에서 득점을 하는 자신의 다이너마이트 적인 능력으로 레이커스의 패스트브레이크 스타일을 번영시켰다. 자신의 트레이드마크인 자유의 여신상 덩크와 함께 패스트브레이크를 넘어서 워디는 또한 빠른 회전 동작과 죽음적 전회 점프슛과 함께 스몰 포워드 포지션에서 최고 코트의 한계선 후기 선수들 중의 하나였다. 불행하게도, 그의 신입 선수 해는 워디가 점프슛을 하다가 다리가 부러져 몰락해지고 말았다.
1983-84 시즌이 열리면서 워디의 효과적 활약은 곧 정렬의 시작에서 자말 윌크스를 대신하였다. 레이커스는 서부 컨퍼런스 플레이오프를 통하여 정복한 후 결승전에서 보스턴 셀틱스를 만났다. 실수적 경향의 레이커스는 셀틱스에게 패하고 말았다.

### 빅 게임 제임스
1985년 레이커스는 타이틀을 되찾는 임무에 놓였다. 워디는 플레이오프의 .622 퍼센트 슛에서 한 경기에 득점 21.5 포인트를 평균하였으며, 그를 리그의 최고 선수들 중의 하나로 설립하였던 셀틱스와 결승전에서 자신의 영감을 주었다. 같은 해 3월에 유타 재즈와 경기에서 눈 부상을 당하여 보호안경을 쓰게 된다. 워디는 자기 경력 나머지를 보호안경을 쓰면서 활약하였다.
1985-86 시즌에서 레이커스가 휴스턴 로키츠와의 플레이오프 좌절로 나쁜 종말에 불구하고, 워디에게는 7개의 연속적 올스타 출연의 처음을 시작하였다. 1986-87 결승전의 NBA의 항상 위대한 팀들 중의 하나로서 여겨진 레이커스는 플레이오프에서 워디가 한 경기에 득점 23.6 포인트를 평균하면서 경기의 정상에서 그를 보았다.
1988년 레이커스는 또 하나의 타이틀을 되풀이하면서 1969년의 셀틱스 이래 또 하나의 우승을 하는 첫 팀이 되었다. 워디가 자신의 명성을 "빅 게임 제임스"로 결합한 디트로이트 피스톤즈와 결승전에서였다. 1987-88 시즌은 나이가 든 카림 압둘-자바가 그의 차례를 들추어 내면서 명확하였고, 워디와 포인트 가드 매직 존슨, 슈팅 가드 바이런 스코트가 느슨함을 주어내었다. 피스톤즈와 시리즈 경기에서 워디는 한 경기에 22 포인트, 7.4 리바운드, 4.4 도움을 마련하였다. 6번째 경기에서 그의 28 포인트, 9개의 리바운드와 7번째 경기에서 36 포인트, 16개의 리바운드, 10개의 도움으로 결승전 MVP 상을 수상하였다.
다음 시즌(1988-89)에서 카림 압둘-자바의 마지막 해였던 레이커스는 또 다시 결승전에서 피스톤즈와 붙게 되었다. 이때 매직 존슨과 바이런 스코트는 부상으로 인하여 3개의 경기를 놓쳤고, 레이커스는 4개의 경기에서 쓸어졌다. 워디는 결승전에서 한 경기의 득점 25.5 포인트를 평균하였다.
압둘-자바와 존슨보다 적은 명성을 얻었어도, 워디는 3개의 우승(1985, 1987, 1988)과 레이커스의 80년대 농구 왕가 성공의 중요한 공헌 선수로 여겨졌다. 레이커스는 매직 존슨이 갑자기 은퇴하여 1991년 결승전에서 시카고 불스에게 패하고 말았으며, 워디는 3개의 시즌에서 더 뛰었다. 이때 "빅 게임 제임스"는 부상과 이익을 만나게 되었다 - 1991년 플레이오프에서 고단적 발목 부상과 1992년에 무릎 수술은 그의 많은 신속과 도약적 능력을 훔치고 말았다. 결국 12개의 NBA 시즌 후인 1994년 11월에 은퇴를 선언하였다. 1996년 NBA 위대한 50인 선수에 선정되었으며, 2003년에는 농구 명예의 전당에 입성되었다. 그의 등번호 42 저지는 다른 6명의 선수들 - 매직 존슨(#32), 카림 압둘-자바(#33), 제리 웨스트(#44), 윌트 체임벌린(#13), 엘긴 베일러(#22), 게일 구드리치(#25)와 더불어 영구 결번으로 남아있다.

## 현재
2009-10 시즌이 시작되면서, 워디는 로스앤젤레스에 있는 KCAL-TV에서 레이커스 경기의 쇼 LTV의 공동 사회자와 KCBS-TV의 NBA 분석자를 지냈다. 워디 엔터프라이즈(Worthy Enterprise)의 CEO로서 워디는 세일의 강화 도움, 마케팅 발의권, 문화와 협동작업의 향상 회사, 자선 모금, 공동체 관계에 관련된 회사들과 관여하고 있다. 또한 자신 시간의 실체 양과 자원을 보이즈 앤 걸즈 클럽, YMCA 같은 비영리적인 공동체 단체들에 대한 후원에 봉납하고 있다.